# Ваховськ
Ва́ховськ (рос. Ваховск) — селище у складі Нижньовартовського району Ханти-Мансійського автономного округу Тюменської області, Росія. Адміністративний центр Ваховського сільського поселення.
Населення — 1560 осіб (2010, 1707 у 2002).
Національний склад станом на 2002 рік: росіяни — 67 %.